# Maratocupreni
Als Maratocupreni bezeichnete man im 4. Jahrhundert die Bewohner eines Dorfes nahe dem syrischen Apameia, die für ihre Meuchelmorde und Räubereien berüchtigt waren.
Einzige Quelle sind die Res Gestae des spätantiken Historikers Ammianus Marcellinus, der die Maratocupreni als Bewohner eines gleichnamigen Dorfes bezeichnet, das nicht lokalisiert ist. Der Name wird abgeleitet von marata, aramäisch für „Höhlen“, und kapra für „Dorf“, also etwa „Höhlendorfbewohner“.  In seiner Kirchengeschichte erwähnt Theodoret ein Dorf namens Marato in der Nähe von Apameia.
Ammianus beschreibt sie als besonders gefährlich, da sie stets unerwartet und an unvorhersehbarem Ort zugeschlagen hätten. In dem von ihm angeführten Beispiel für ihre Raubtaten aus dem Jahr 369 hatte sich eine Gruppe von Maratocupreni als rationalis der Provinz mit Gefolge ausgegeben. Der rationalis war Steuereinnehmer und insbesondere auch für Pfändungen zuständig. So verkleidet seien die Banditen in die Stadt eingedrungen und hätten das Haus eines der vornehmen Männer der Stadt gestürmt. Die Dienerschaft hätte sich, völlig verwirrt, kaum zur Wehr gesetzt, da Unsicherheit herrschte, ob es nicht ein rechtmäßiger Zugriff sei. Das legale und übliche Vorgehen eines rationalis mit seiner Truppe scheint zu jener Zeit vom Überfall einer Räuberbande kaum zu unterscheiden gewesen sein. Das Haus wurde vollständig ausgeplündert, die Räuber aber entkamen, behindert durch ihre Beutelast, nicht den sie verfolgenden kaiserlichen Truppen. Sie wurden bis auf den letzten Mann getötet, ebenso ihre Kinder, damit diese nicht zu Nachfolgern ihrer Väter würden, und ihre Häuser wurden zerstört.